# Hjelmeland

Hjelmeland község elhelyezkedése Rogaland megyében.

Hjelmeland község címere

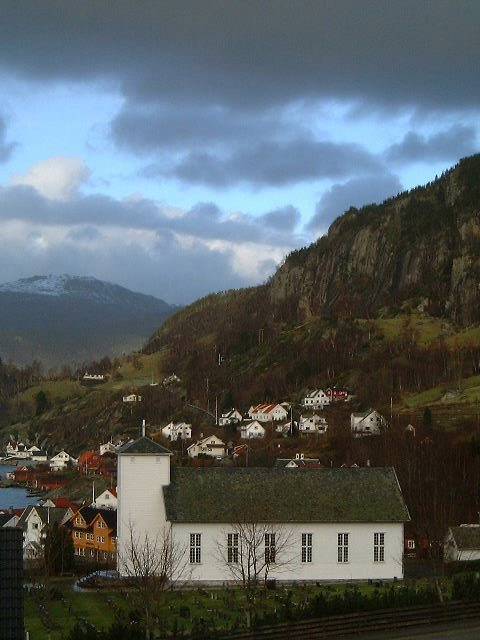
Temploma

Hjelmeland község (kommune) Norvégia délnyugati részében, Rogaland megyében.
Területe 976,9 km2, népessége 2701 fő (2009. január 1-jén).
Alma-, körte-, szilva-, cseresznye- és epertermeléséről és halászatáról ismert. Haliparában már évtizedek óta játszik fontos szerepet a lazac, de újabban növekedett a csuka és a laposhal jelentősége.
Hjelmeland mély fjordokkal, hegyekkel és félszigetekkel tagolt vidék, a halászatra és a hegyi kirándulásokra kitűnően alkalmas.
A község 1838. január 1-jén jött létre (lásd formannskapsdistrikt). 1849-ben kivált belőle Årdal, 1884-ben pedig Fister, de 1965. január 1-jén mindkettő újra beolvadt.

## Fordítás
- Ez a szócikk részben vagy egészben  a   Hjelmeland című angol Wikipédia-szócikk fordításán alapul.  Az eredeti cikk szerkesztőit annak laptörténete sorolja fel. Ez a jelzés csupán a megfogalmazás eredetét és a szerzői jogokat jelzi, nem szolgál a cikkben szereplő információk forrásmegjelöléseként.